# Directiva marco del agua

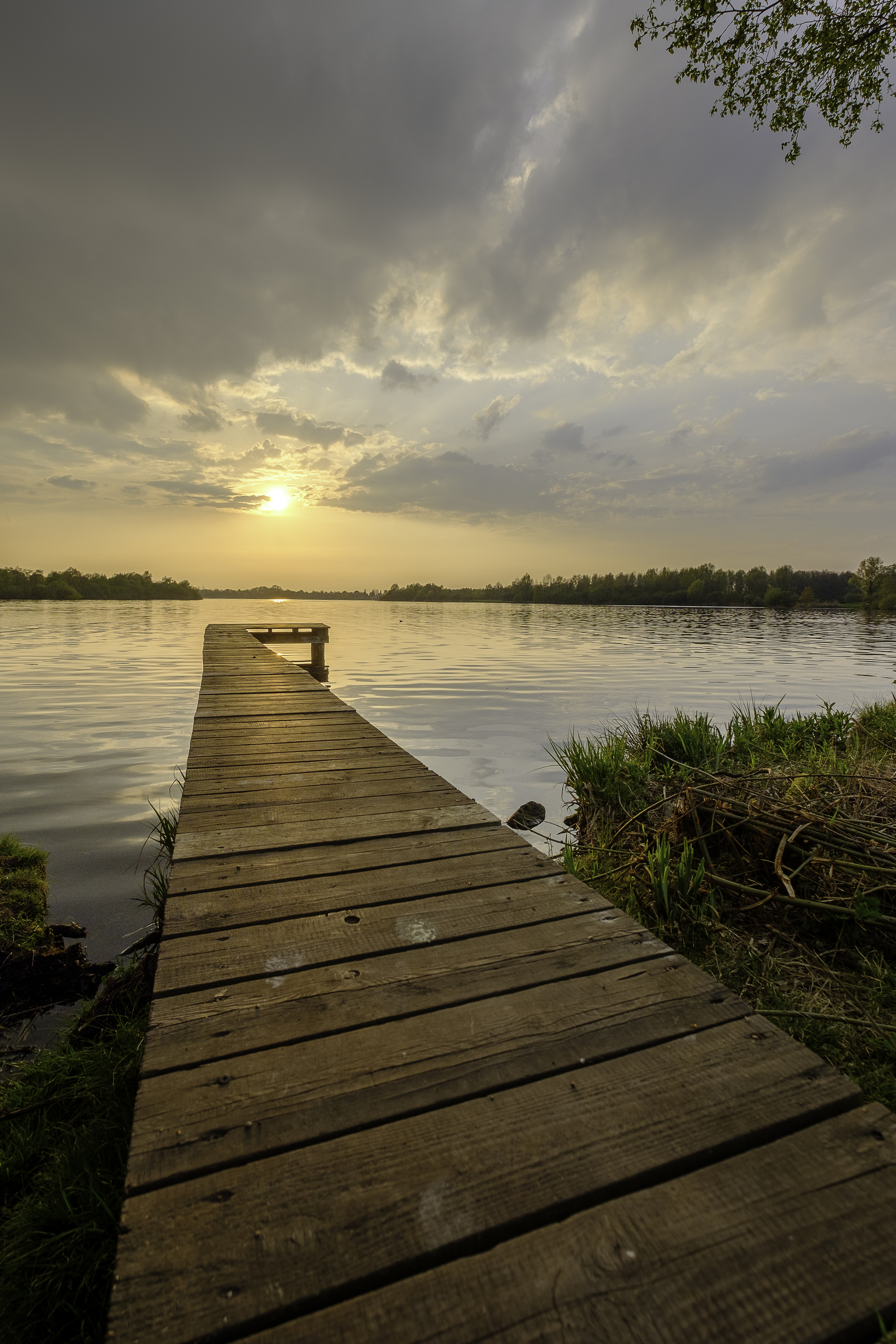
Muelle en el lago Paterswoldsemeer

La Directiva marco del agua (DMA) es una norma del Parlamento Europeo y del Consejo de la Unión Europea por la que se establece un marco de actuación comunitario en el ámbito de la política de aguas. Nace con la vocación de garantizar la protección de las aguas y promover un uso sostenible que garantice la disponibilidad del recurso natural a largo plazo.
Con la DMA (Directiva 2000/60/CE del 23 de octubre de 2000.) el agua pasa de ser considerada en la Unión Europea (UE) de un simple recurso a contemplarse como el factor clave para la conservación de los sistemas vivos asociados al mismo.

## Objetivos
El objeto de dicha Directiva es establecer un marco para la protección de las aguas continentales, las aguas de transición, las aguas costeras y las aguas subterráneas con los objetivos siguientes:
- La prevención del deterioro adicional y la protección y mejora de los ecosistemas acuáticos, así como de los ecosistemas terrestres dependientes.
- La promoción de los usos sostenibles del agua.
- La protección y mejora del medio acuático.
- La reducción de la contaminación de las aguas subterráneas.
- La paliación de los efectos de inundaciones y sequías.
- Garantiza el suministro suficiente de agua superficial o subterránea en buen estado

En este sentido la propia Directiva establece un propósito ambiental claro: para el año 2015 debía haberse alcanzado el buen estado de los ecosistemas acuáticos de todos los países de la Unión, siendo preciso haber desarrollado y aplicado planes de gestión para garantizar este objetivo.

## Características
La aplicación práctica de la DMA supone un reto para los Estados miembros de la Unión Europea y resulta necesario una aplicación homogénea y lo más coordinada posible, de forma que los Estados miembros y la propia Comisión Europea interpreten de la misma forma sus preceptos. El mecanismo mediante el que se intenta dar respuesta a estas necesidades mediante un procedimiento no vinculante es la Estrategia Común de Implantación.
La Estrategia Común de Implantación, se centra en cuatro actividades:
- Intercambio de información.
- Desarrollo de guías técnicas.
- Información y gestión de datos.
- Aplicación, ensayo y validación.

Cabe indicar que la DMA establece la "demarcación hidrográfica" como unidad principal a efectos de gestión, definida como la zona marítima y terrestre compuesta por una o varias cuencas hidrográficas así como las aguas subterráneas y costeras asociadas.
Esta directiva surge de una nueva manera de entender el agua, que pasa de ser considerada un simple recurso a contemplarse como el factor clave para la conservación de los sistemas vivos asociados a la misma, y en consecuencia, un elemento esencial para el mantenimiento de la calidad de vida.

## Implicaciones de la DMA en España
En España la DMA fue transpuesta al marco legislativo estatal a través del artículo 129 de la Ley 62/2003, de 30 de diciembre de 2003, de Medidas Fiscales, Administrativas y del Orden Social, que modificó el Texto Refundido de la Ley de Aguas. El 4 de octubre de 2012  la Comisión Europea solicita al Tribunal de Justicia que declare que, al no haber adoptado ni notificado a la Comisión y a los demás Estados miembros interesados los planes hidrológicos de cuenca y al no haber tomado determinadas medidas de información y consulta públicas, el Reino de España ha incumplido las obligaciones que le incumben […] salvo en el caso del Distrito de la Cuenca Fluvial de Cataluña.